# Andrea Bernasconi
Pour les articles homonymes, voir Bernasconi (homonymie).
Andrea Bernasconi  (1706 - Munich, 24 janvier 1784) est un compositeur italien, auteur de nombreux opéras.

## Biographie
Né peut-être à Marseille, il était fils d'un officier français d'origine italienne qui s'est installé à Parme après avoir accompli son service militaire. On sait peu de choses sur sa formation musicale et ses premières années en tant que compositeur. Les seules informations sur son compte pour cette période proviennent presque exclusivement des livrets de ses œuvres écrites entre 1737 et 1774, dans lesquels il est présenté comme un « dilettante » milanais ou un habitant de Vérone. De 1744 à 1753, il a été maître de chapelle du Pio Ospedale della Pietà de Venise. En 1747, il a épousé à Parme Maria Josepha Wagele (1722-1762), qui avait déjà une fille, Antonia. Bernasconi a reconnu cette fille, lui a donné des leçons de musique et l'a aidée à se lancer dans la carrière de chanteuse lyrique. Le 1er août 1753, il a été nommé vice-Kapellmeister (vice maître de chapelle) à Munich par le prince-électeur de Bavière Maximilien III. À la cour de Munich, il était également professeur de musique de la princesse Marie Anne et du Prince Électeur. Lorsque Giovanni Porta est décédé le 7 septembre 1755, Bernasconi lui a succédé au poste de Kapellmeister (de ce qui est devenu plus tard l'Orchestre de l'Opéra d'État de Bavière) et a été nommé titulaire officiel en 1778 par l'électeur Charles-Théodore. Après sa mort en 1784, son poste a été occupé par Franz Paul Grua.

## Œuvres
Ses nombreuses œuvres de musique sacrée ont été détruites en 1944 lors de l'incendie de la Allerheiligen-Hofkirche. Ces compositions comprenaient 34 messes, 6 credos, 2 Requiem, 17 litanies, 35 vêpres, 3 Te Deum, 6 Stabat mater et de nombreuses autres œuvres à usage ecclésiastique.

### Opéras
- Flavio Anicio Olibrio (opera seria, livret d'Apostolo Zeno et Pietro Pariati, 1737, Vienne)
- Alessandro Severo (opera seria, livret d'Apostolo Zeno, 1738, Venise)
- Temistocle (opera seria, livret de Pietro Metastasio, 1740, Padoue)
- Demofoonte (opera seria, livret de Pietro Metastasio, 1741, Rome)
- Didone abbandonata (opera seria, livret de Pietro Metastasio, 1741, Venise)
- Endimione (serenata, livret de Pietro Metastasio, 1742, Venise)
- Il Bajazet (opera seria, livret d'Agostino Piovene, 1742, Venise)
- La ninfa Apollo (scherzo comico pastorale, livret de Francesco de Lemene, 1743, Venise)
- Germanico (opera seria, livret de Niccolò Coluzzi, 1744, Teatro Regio de Turin) dirigé par Giovanni Battista Somis avec Gioacchino Conti "Gizziello"
- Antigono (opera seria, livret de Pietro Metastasio, 1745, Venise)
- Artaserse (opera seria, livret de Pietro Metastasio, 1746, Vienne)
- Ezio (opera seria, livret de Pietro Metastasio, 1749, Vienne)
- L'huomo (festa teatrale, Wilhelmine von Bayreuth, 1754, Bayreuth)
- Adriano in Siria (opera seria, livret de Pietro Metastasio, 1755, Théâtre Cuvilliés de Munich)
- Il trionfo della costanza (festa teatrale, livret de Paolo Honory, basato su Il sogno di Scipione de Pietro Metastasio, 1755, Nymphenburg)
- Agelmondo (dramma per musica, 1760, Munich)
- Olimpiade (opera seria, livret de Pietro Metastasio, 1764, Théâtre Cuvilliés de Munich)
- Semiramide riconosciuta (opera seria, livret de Pietro Metastasio, 1765, Munich)
- La clemenza di Tito (opera seria, livret de Pietro Metastasio, 1768, Munich)
- Demetrio (opera seria, livret de Pietro Metastasio, 1772, Munich)

### Oratorios
- La Betulia liberata (azione sacra, livret de Pietro Metastasio, 1738, Vienne)
- Davidis lapsus et poenitentia (drama sacrum, 1744, Venise)
- Adonia (drama sacrum, 1746, Venise)
- Pastorum dialogium in Domine nativitate (1746, Venise)
- Jonathas (drama sacrum, 1747, Venise)
- Carmina canendo in virginibus Orphanodochii S.Mariae Pietate (1752, Venise)

### Musique instrumentale
- 22 symphonies (3 d'attribution incertaine), dont
  - Sinfonia  no 1  en  ré  majeur (avec violons, hautbois, cors et basse)
- Concerto pour flûte
- Sonate en trio

## Source
- (it) Cet article est partiellement ou en totalité issu de l’article de Wikipédia en italien intitulé « Andrea Bernasconi » (voir la liste des auteurs).